# Sint-Bernarduskerk (Tombeek)

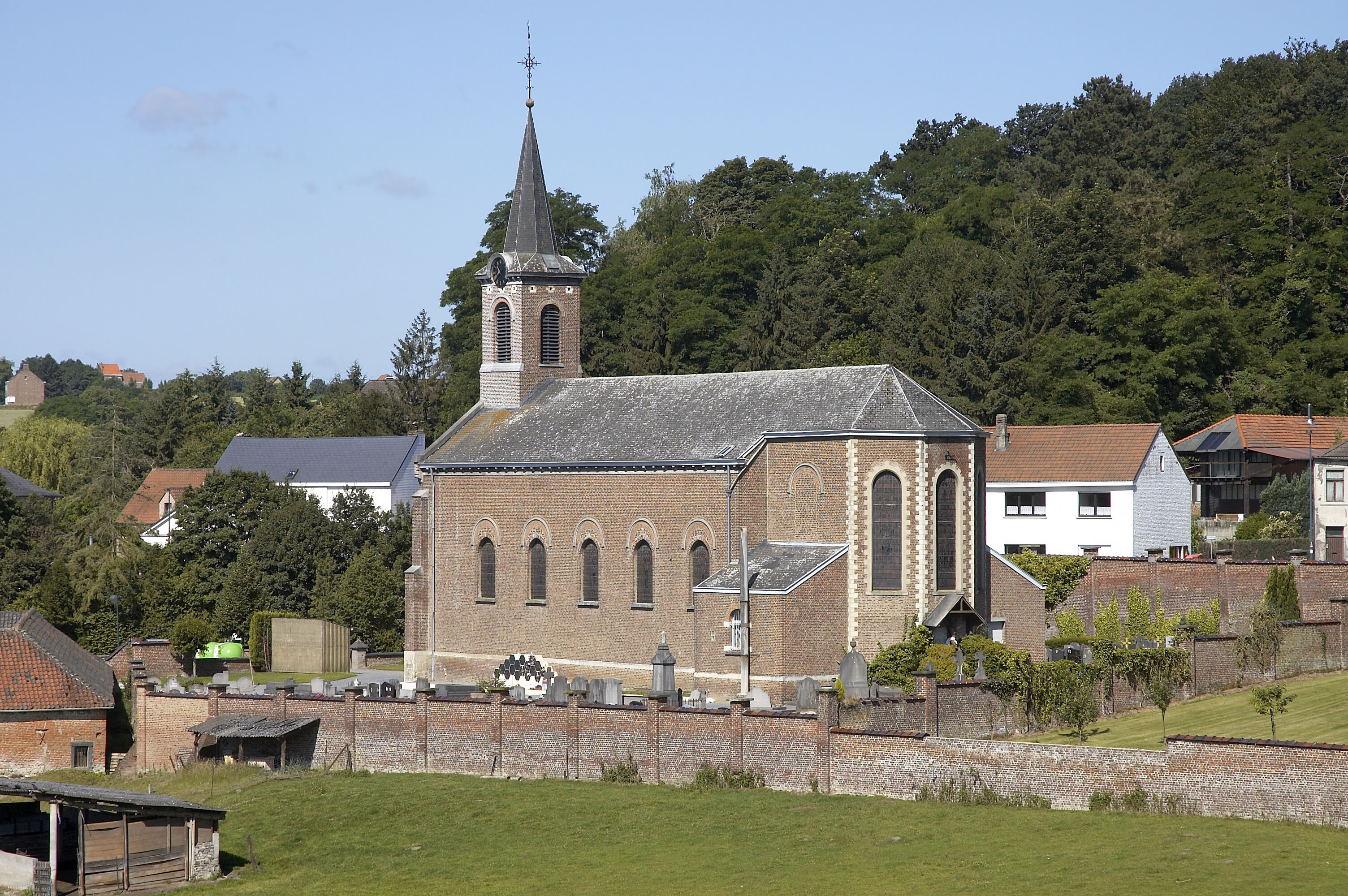
Sint-Bernarduskerk

De Sint-Bernarduskerk is de parochiekerk van de tot de Vlaams-Brabantse gemeente Overijse behorende plaats Tombeek, gelegen aan de Kerkstraat.

## Geschiedenis
In 1241 zou er in Tombeek een kapelanie zijn gesticht, die gewijd was aan het Heilig Kruis en aan Sint-Elisabeth. Er worden echter ook argumenten aangedragen dat er in Tombeek in die tijd geen sprake zou zijn van een kapel of een kerk.
Een kerk werd gebouwd in 1860-1865 naar ontwerp van Louis Spaak. Ook een pastorie en een school werden toen gebouwd.

## Gebouw
Het betreft een sobere bakstenen eenbeukige kerk die naar het noordoosten is georiënteerd. De kerk heeft een ingebouwde toren en een driezijdig afgesloten koor. De kerk heeft neoromaanse en neogotische stijlelementen en rondbogige vensters.
De kerk wordt omgeven door een kerkhof.

## Interieur
De preekstoel is uit de 2e helft van de 17e eeuw. De calvarie heeft een 19e-eeuws kruisbeeld terwijl de Maria- en Johannesfiguren uit de 16e eeuw stammen. Het orgel, uit de 1e helft van de 19e eeuw, is beschermd. De bouwer van dit orgel is onbekend.